# اوبیاک (ژیروند)
اوبیاک (به فرانسوی: Aubiac) یک کمون در فرانسه است که در canton of Bazas واقع شده‌است. اوبیاک ۵٫۶۲ کیلومتر مربع مساحت دارد ۱۱۸ متر بالاتر از سطح دریا واقع شده‌است.